# Wielkie ucieczki
Wielkie ucieczki – polski serial dokumentalno-fabularny, emitowany od 6 kwietnia 2006 w czwartki o 21:30 w TVN. Serial prowadzony był przez dziennikarza TVN, Tomasza Sianeckiego, reżyserami filmu byli Grzegorz Madej, Wojciech Bockenheim i Radosław Dunaszewski.
Każdy z odcinków opowiada autentyczną historię ludzi, którzy w czasach PRL zdecydowali się na ucieczkę z kraju. Odcinek podzielony jest na dwie części: dokumentalną, w której prowadzący spotyka się z bohaterami oraz fabularną, w której losy przedstawione są w postaci filmu. Zdjęcia do serialu kręcone były w wielu zakątkach Polski i świata. Wielu uciekinierów zostało zaocznie skazanych przez sądy PRL na długoletnie kary więzienia lub nawet śmierci, często skazywane były także rodziny uciekinierów. Po ucieczkach emigrowali oni jednak do krajów zachodnich, głównie Stanów Zjednoczonych, Kanady lub Australii. Część znalezionych archiwalnych materiałów została przekazana do IPN.
Serial emitowany był w Discovery Historia, kanale tworzonym przez Discovery Communications oraz TVN, a transmitowany przez platformę cyfrową n. Tylko w Discovery Historia po każdym odcinku cyklu nadawane było post scriptum.

## Streszczenia odcinków
- odc. 1: Jarecki – bohaterem odcinka jest ppor. Franciszek Jarecki, który 5 marca 1953 r. uprowadził ćwiczebny samolot odrzutowy MiG-15bis i wylądował nim na duńskiej wyspie Bornholm. Za dostarczenie samolotu dostał nagrodę od rządu USA, bowiem MiG ten uchodził wówczas za jeden z najlepszych samolotów odrzutowych na świecie.
- odc. 2: Tempelhof – brama do wolności – odcinek opowiada o Janie Zytce i Mieczysławie Szejnie, którzy wraz z rodzinami w 1983 uciekli cywilnym samolotem z lotniska aeroklubu w Przylepie k. Zielonej Góry i wylądowali na lotnisku Tempelhof w Berlinie Zachodnim.
- odc. 3: Bunt na Żurawiu – w 1951 r. kilku marynarzy okrętu Marynarki Wojennej ORP Żuraw pod przewodnictwem starszego sternika Henryka Barańczaka, sterroryzowało załogę i zmieniło kurs z Kołobrzegu i dopłynęli do szwedzkiego portu Ystad (pierwotnym celem był port w Gdyni)
- odc. 4: Lot 747 – w lutym 1982 r., gdy w PRL obowiązywał stan wojenny, kapitan Czesław Kudłek wraz z załogą uprowadził rejsowy samolot PLL LOT Warszawa – Wrocław i wylądował nim na lotnisku Tempelhof w Berlinie Zachodnim. W tym odcinku jeden z ówczesnych pracowników LOT-u "zażartował", że według prasy zachodniej, nazwa LOT oznacza Landing On Tempelhof (Lądowanie na Tempelhofie)
- odc. 5: Żaglówką przez Bałtyk – w lecie 1947 r. dwaj studenci, Stanisław Rankin i Jerzy Martula wypłynęli na niewielkiej łódce "Ramar" z portu w Górkach Zachodnich i po postoju w Jastarni ruszyli w kierunku szwedzkiego portu Karlskrona. Po sztormowym rejsie zauważyła ich załoga statku MS Batory, która po chwili ruszyła w dalszą podróż. Po 30 godzinach od wypłynięcia zahaczają o rybackie sieci niemieckiego kutra "Karin", który zabiera ich oraz uszkodzonego "Ramara" na pokład. Rejs ostatecznie kończy się w Ystad.
- odc. 6: Potrójny agent – w 1959 r. w Gdyni poznali się i od razu w sobie zakochali: kapitan radzieckiego niszczyciela Nikołaj Artamonow i polska studenka stomatologii Ewa Góra. Po odmowie Ewy wspólnego wyjazdu do Moskwy, Nikołaj postanowił wraz z nią uciec na Zachód. Motorówką wraz ze sternikiem Iwanem Popowem (który o prawdziwych planach nie wiedział) oficjalnie wybrali się na połów ryb na Zatoce Gdańskiej. Dopłynęli do faktycznego celu podróży, szwedzkiego portu Karlskrona. Po skontaktowaniu się z amerykańską ambasadą, Nikołaj i Ewa polecieli do Stanów Zjednoczonych. Po roku zmienili nazwiska na Nikołaj i Blanka Szadrin, a Nikołaj dostał pracę w DIA – miał podrzucać Rosjanom sfałszowane informacje. W grudniu 1970 został wysłany do Wiednia, gdzie miał spotkać się z Rosjanami. W międzyczasie został zdemaskowany przez KGB, którego agenci otrzymali zadanie sprowadzenia Szadrina żywego z powrotem do Moskwy. Operacją kierował Oleg Kaługin, późniejszy generał KGB, który prawdopodobnie otruł Nikołaja.
- odc. 7: Kukułka – pilot szybowca Eugeniusz Pieniążek po prześladowaniach UB za kontakty ze Szwedami postanawia w latach 1969–1971 zbudować samolot nazwany później Kukułka. Początkowo budowa trwała w bloku mieszkalnym, później została przeniesiona do hangaru aeroklubu. Z przyczyn politycznych, na cel lotu wybrał Jugosławię. Leciał z Krosna podczas burzowej i mglistej pogody na wysokości czubków drzew. Po wylądowaniu trafił do jugosłowiańskiego aresztu i po 7 miesiącach postanowiono dać mu jednodniową przepustkę pod warunkiem, że już nie wróci. Ostatecznie jego podróż zakończyła się w Szwecji.
- odc. 8: Przerwany lot – w sierpniu 1970 Rudolf Olma wraz z narzeczoną brata wsiadł do samolotu lecącego na trasie Pyrzowice – Warszawa zabierając ze sobą ładunek wybuchowy (trotyl) ukryty w środku tortu. Tuż po starcie oznajmił, że porywa samolot i żąda zmiany trasy do Wiednia. Po gwałtownej zmianie położenia samolotu, 2 minuty po starcie na wysokości ok. 1000 m, nastąpiła eksplozja. Piloci bezpiecznie zdołali wylądować w Katowicach. Rannych zostało 28 osób. Sąd w pokazowym procesie skazał Rudolfa Olmę na 25 lat więzienia.
- odc. 9: Lot do wolności – w 1948 r. w obliczu represji na byłych żołnierzach AK, pilot Mieczysław Sadowski postanawia zorganizować ucieczkę wraz z przyjaciółmi (również pilotami) Tomaszem Tomaszewskim (który tym razem był pasażerem) oraz Janem Konikowskim na pokładzie samolotu PLL LOT marki Dakota. W grudniu pilotują samolot na trasie z Katowic do Gdańska. Podczas międzylądowania w Łodzi wsiadły żony Sadowskiego oraz Tomaszewskiego z synami, a także został napełniony bak z paliwem. Pilot przez całą drogę mylnie informował nawigatora o swoim położeniu. Będący na pokładzie funkcjonariusz UB oraz nawigator zorientowali się za późno, 5 minut przed lądowaniem na Bornholmie.
- odc. 10: Kurier – odcinek opowiada o losach Ludwika Niemczyka, żołnierza AK, który będąc we Włoszech, tuż po wojnie dowiedział się o tym, że jego brat Wacław przeżył. Postanowił wrócić i pomóc mu przedostać się na Zachód, co się udało. Później jeszcze czterokrotnie zdołał przeprowadzić ludzi przez polsko-czechosłowacką granicę. Wpadł za piątym razem, gdy próbował uciec wraz z bratem Leonem (później znanym aktorem) i kilkoma innymi osobami. Po wyjściu z więzienia od razu zaplanował ostateczną ucieczkę wraz z żoną Bogdą, jej siostrą Konstancją oraz jej mężem Jackiem, który pracował w Ministerstwie Zdrowia. Jacek postarał się o dokumenty, dzięki którym udało im się przekroczyć strzeżony most w Świnoujściu. W letnią noc 1951 r. płynąc lub idąc po Bałtyku, wycieńczeni zdołali przekroczyć granicę i wyjść na brzeg w Seebad Ahlbeck. Przedostali się do Wołogoszczy (niem. Wolgast), a później za pieniądze ze sprzedanego złotego zegarka, koleją do Berlina i pieszo do amerykańskiego sektora.